# عبد الله عبد الرحمن (لاعب كرة قدم إماراتي)
عبد الله عبد الرحمن النقبي (مواليد 25 يناير 2000) لاعب كرة قدم إماراتي يجيد اللعب كلاعب جناح.

## مسيرة اللاعب
لعب في نادي شباب الأهلي ونادي الظفرة ونادي خورفكان ونادي البطائح.